# Tamerville
Tamerville är en kommun i departementet Manche i regionen Normandie i norra Frankrike. Kommunen ligger i kantonen Valognes som tillhör arrondissementet Cherbourg. År 2022 hade Tamerville 693 invånare.

## Befolkningsutveckling
Antalet invånare i kommunen Tamerville
| Referens: INSEE |